# Awetu
 (juin 2025).
Si vous disposez d'ouvrages ou d'articles de référence ou si vous connaissez des sites web de qualité traitant du thème abordé ici, merci de compléter l'article en donnant les références utiles à sa vérifiabilité et en les liant à la section « Notes et références ».
L'awetu est une rivière du sud-ouest de l'Éthiopie qui se trouve près de la ville de Jimma à 7 degrés nord et 37 degrés est avec une certaine approximation. La rivière touche le centre de la ville pour faire son débouché vers le sud.